# Ako (Kamerun)
Ako ist eine Gemeinde in Kamerun in der Region Nord-Ouest im Département Donga-Mantung. 

## Geografie
Ako liegt im Nordwesten Kameruns, etwa 15 Kilometer von der Grenze zu Nigeria entfernt.